# Ivan Blok
Pour les articles homonymes, voir Blok.
Ivan Lvovitch Blok (Иван Львович Блок), né le 28 février (12 mars) 1858 à Saint-Pétersbourg et mort le 21 juillet (3 août) 1906 à Samara, est un haut fonctionnaire russe qui fut gouverneur de Samara. C'était l'oncle du poète Alexandre Blok (1880-1921).

## Biographie
La date retenue de sa naissance, selon sa famille et les archives de Samara, est le 28 février 1858, mais d'autres sources indiquent 1854 ou 1855. Il est issu d'une famille de la noblesse récente issue de la haute fonction publique. C'est grâce à son arrière-grand-père, Johann Ludwig Block, originaire du Mecklembourg, que la famille a été inscrite dans le premier livre de la noblesse en 1796. Son père, Lev Alexandrovitch Blok, était vice-directeur du département des douanes et de confession luthérienne. Sa mère, née Ariadna Alexandrovna Tcherkassova, était la fille du gouverneur de Novgorod et transmet sa foi orthodoxe à ses enfants.
Il passe sa jeunesse à Saint-Pétersbourg, dans la maison familiale près du pont du Palais, dans une ambiance cultivée. Ses frères et sœurs jouent tous d'un instrument de musique, lui-même joue du violoncelle. Il poursuit ses études à l'École impériale de jurisprudence et entre dans la fonction publique le 16 mai 1880, où il poursuit d'abord une carrière dans l'administration des zemstvos.
Il devient président de l'assemblée de l'ouiezd d'Ekaterinbourg (gouvernement de Perm), le 25 juin 1891 et vice-gouverneur du gouvernement d'Oufa, le 13 juillet 1902. Un an plus tard, le 4 juillet 1903, il est nommé vice-gouverneur de Bessarabie et le 4 juin 1905 gouverneur de Grodno. Il atteint dans la table des rangs, le rang de conseiller d'État véritable. Le Premier ministre Dournovo, le nomme gouverneur de Samara, le 3 février 1906, où il arrive un mois plus tard, le 3 mars. C'est donc le treizième gouverneur de cette province de la Volga.
Il s'installe dans la maison du gouverneur, rue de Kazan (aujourd'hui rue A. Tolstoï) où les pièces de réception et la chancellerie (avec l'appartement du chancelier) se trouvent au rez-de-chaussée et l'appartement privé du gouverneur au premier. Il doit faire face à une situation difficile à cause d'activités anti-gouvernementales dans une ville dont l'intelligentsia est acquise aux idées libérales. Il limoge le chef de la gendarmerie du gouvernement de Samara, le général-major Kataïev, fait arrêter des agitateurs et se rend en personne sur les lieux d'agitations paysannes.

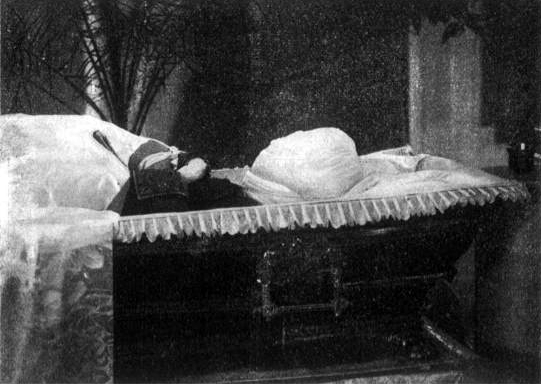
Dépouille d'Ivan Blok dans la chambre ardente avant ses funérailles

Le 21 juillet 1906, il est en retard d'une heure lorsque son équipage se trouve à sept heures du soir à l'angle de la rue de l'Ascension (aujourd'hui rue Stepan Razine) et de la rue de la Résurrection (aujourd'hui rue des Pionniers) et que le révolutionnaire Grigori Frolov lui lance une bombe par-dessus l'épaule. Ivan Blok est déchiqueté et Frolov aussitôt appréhendé. Les employés de la morgue remplacent la tête de Blok par une grosse boule de coton hydrophile pour les funérailles et il lui manque une jambe. Les funérailles sont précédées par une grande procession de la maison du gouverneur, jusqu'à la cathédrale où a lieu la cérémonie, puis le corps est escorté jusqu'à la gare. La famille l'accompagne jusqu'à Oufa, où il est enterré au cimetière Saint-Serge. Sa tombe a été détruite après 1945.

## Famille
Ivan Lvovitch Blok était marié avec Maria Mitrophanovna Orlova dont il a eu deux fils (jumeaux nés en 1893 : Ivan qui se suicide à l'âge de quinze ans, choqué depuis la mort de son père, et Lev - désespéré par ces deux décès violents - qui abandonne le lycée et devient un moment cocher) et quatre filles (Antonina née en 1882, Lioudmila née en 1884, Ariadna née en 1885 et Olga née en 1890).

## Source
- (ru) Cet article est partiellement ou en totalité issu de l’article de Wikipédia en russe intitulé « Блок, Иван Львович » (voir la liste des auteurs).

## Décorations
- Ordre de Saint-Stanislas de 2e classe
- Ordre de Saint-Vladimir de 3e et de 4e classe